# María del Carmen Cazorla Andrade
María del Carmen Cazorla Andrade (Quito, 1977) es física y química atmosférica ecuatoriana, doctora en meteorología, y una de las pocas científicas ecuatorianas que ha llegado a la National Aeronautics and Space Administration (NASA), donde realizó su postdoctorado entre 2010 y 2012. Actualmente es profesora investigadora de la Universidad San Francisco de Quito (USFQ).

## Biografía
María del Carmen Cazorla Andrade estudió en el Colegio Ecuatoriano Suizo, ubicado en la capital, conocido por ser la institución donde estudiaron los hermanos Andrés y Santiago Restrepo. Luego de graduarse del bachillerato, estudió ingeniería química en la Escuela Politécnica Nacional de donde se graduó en 2001.
Obtuvo una beca Fulbright en el año 2003-2005 e hizo una maestría en control de la contaminación ambiental y un doctorado en meteorología, en la Universidad Estatal de Pensilvania, Estados Unidos.

## Aportes científicos
- ORCID: https://orcid.org/0000-0001-5295-2968

- Fue fundadora de Women In Science en su Universidad, inspirada en los programas WISE de las universidades americanas y en Women at Nasa